# سيباستيان فيشر (ممثل)
سيباستيان فيشر (بالألمانية: Sebastian Fischer)‏ هو ممثل ألماني، ولد في 2 سبتمبر 1928 في ألمانيا، وتوفي في 17 أكتوبر 2018.

## وصلات خارجية
- سيباستيان فيشر على موقع IMDb (الإنجليزية)
- سيباستيان فيشر على موقع ميوزك برينز (الإنجليزية)
- سيباستيان فيشر على موقع ديسكوغز (الإنجليزية)
- سيباستيان فيشر على موقع قاعدة بيانات الفيلم (الإنجليزية)
- سيباستيان فيشر على موقع كينوبويسك (الروسية)